# Haldis Marie Kjomme Lid
Haldis Marie Kjomme Lid, nota anche con lo pseudonimo di Kjomme (Rollag, 11 novembre 1969), è un'artista norvegese.
Kjomme lavora ed espone le sue opere a livello internazionale.